# Mine de Nejdaninskoïe
La mine de Nejdaninskoïe (en russe : Нежданинское месторождение) est une mine à ciel ouvert d'or située à Nejdaninskoïe (en), dans la République de Sakha, en Russie. 
Le gisement aurifère de Nejdaninskoïe a été découvert en 1951. Les réserves totales sont estimées à 632 tonnes d'or.
Elle est exploitée par l'entreprise russe d'extraction minière Polyus Gold ; c'est l'une des plus grandes mines d'or de Russie.